# Иберийска свиня
Иберийска свиня (на португалски Alentejano Pig) е порода средиземноморска свиня отглеждана при пасищни условия. Породата е с древен произход, чиито представители днес обитават граничен район между Португалия и Испания.

## История
Най-общоприетата теория е, че предците на днешната порода са пренесени в древността от финикийците в земите на Иберийския полуостров. Смята се, че те са пренесени от днешен Ливан. Тези прасета са били полудиви и в пряк контакт с дивите си роднини и са се обособили като първична порода около 1000 г. пр.н.е. Породата е селектирана на полуострова с течение на столетия като свинете са отглеждани изцяло при пасищни условия и в равновесие с околната среда. Условията при които се отглеждат стадата са богати на природни ресурси. Районът е богат на каменен дъб, цер и корков дъб, чиито плодове са с ценни угоителни свойства.
През 1960-те години броят на стадата рязко намалява в резултат от възникналата епизоотия от африканска чума по свинете. В същия период се налагат и породи свине с добри угоителни качества и по-малко мазнини. Тези фактори допълнително свиват продукцията на свинска месо от иберийска свиня. През последните години все по-популярни стават продуктите произведени от иберийски свине. Такива са хамон и прошуто. Усиленото търсене и известността на подукта в световен мащаб позволяват популацията на иберийска свиня постепенно да нарасне и запази като генофонд.

## Описание и угоителни качества
Прасетата са с черна до сива кожа с рядка черно-червеникава козина. Тялото е стройно, копитата са черни и здрави. Главата е сравнително малка, челото е тясно, носът е широк, а муцуната е много наклонена. Очите са малки, а ушите са със средна големина, клепнали при възрастните над очите. Теглото на зрелите женски варира между 100 и 150 kg и 150 - 200 kg при мъжките.
Представителите на породата имат ценни качества като това да натрупват мазнини под кожата и между мускулните влакна. Точно те придават характерните бели ивици при разрезната повърхност на бута. Отглеждането на свинете при пасищни условия и по-ниската им скорозрелост ги прави предпочитан източник на месо бедно на вредни за човека хранителни съставки.

## Отродия
Търсенето на месни продукти от тези свине води до повишаване на продуктивните качества на представителите като се кръстосват с нерези от породата Дюрок. Това затвърждава нови белези като се заличават тези характерни за породата. През последните години се получават нови отродия характеризиращи се с различна степен на запазване на основните белези както следва:
- Иберийска свиня вариетети rojo (червен) и colorado (оцветени)
  - retinta или colorada extremeña
  - rubia campiñesa
  - machada de Jabugo
- Иберийска свиня вариетети negro (черни) – притежават повече телесни мазнини и по-висока скорозрелост.
  - lampiña, без козина
  - entrepelada, с дебела четина
- Вторични вариетети
  - negro de Puebla
  - negro de Campanario

## Местообитание и начин на живот
Прасетата се срещат в автономна област Естремадура, западната част на Андалусия и провинция Саламанка в Испания и провинциите Алгарв и Антежу в Португалия. Районът е характерен с наличието на редки вековни дъбови гори наречени дехеса.
Женските раждат по два пъти годишно – през юни и декември. Родените прасенца се отбиват съответно в средата на август и в средата на февруари като след това преминават на хранене при пасищни условия. Тези срокове обикновено съвпадат с различните етапи на хранене при прасетата свързани с наличието на естествени природните ресурси – паша и особено наличието на жълъди. Женските достигат репродуктивна възраст на 8 - 10 месечна възраст, а мъжките на 10. Използват се за разплод в продължение на 3 - 4 години. Прасетата, които не се използват за разплод се кастрират с цел подобряване на качествата на добитото месо.